# Вайнер, Тимон
Тимон Мориц Вайнер (нем. Timon Moritz Weiner; род. 18 января 1999, Эссен, Северный Рейн-Вестфалия) — немецкий футболист, вратарь клуба «Хольштайн».

## Клубная карьера
Вайнер — воспитанник клубов «Эссен-Хольстерхаузен», «Рот-Вайсс Эссен», «Дуйсбург» и «Шальке 04». 28 мая 2023 года в матче против «Ганновер 96» Тимон дебютировал в составе клуба «Хольштайн». Летом 2020 года на правах аренды перешёл в «Магдебург», в составе клуба не провёл ни одного матча.
По итогам сезона 2023/24, клуб вышел в Бундеслигу. 24 августа в поединке против «Хоффенхайма» он дебютировал в высшем немецком дивизионе.